# Quitilipi
Quitilipi est une ville de la province du Chaco, en Argentine, et le chef-lieu du département de Quitilipi. Elle est située à 138 km au nord-ouest de Resistencia. Sa population s'élevait à 20 737 habitants en 2001.
Quitilipi est le nom autochtone d'un hibou, présent dans la région.